# 卡雷 (羅馬尼亞)

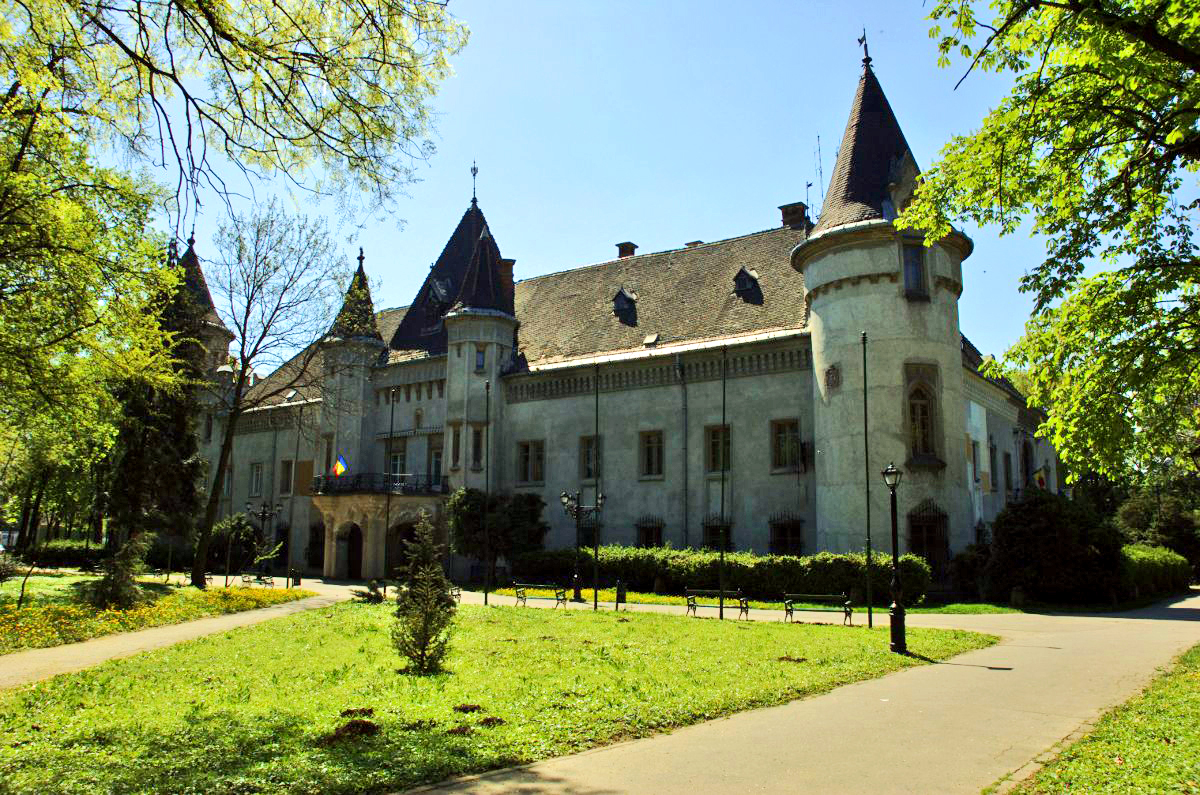

卡雷是羅馬尼亞的城市，位於該國西北部，距離首府薩圖馬雷33公里，由薩圖馬雷縣負責管轄，面積102平方公里，海拔高度140米，2009年人口22,419，超過一半居民是匈牙利人。

## 外部連結
- Official site of Carei （页面存档备份，存于） （罗马尼亚文）
- Nagykárolyi Napló （页面存档备份，存于） （匈牙利文）